# Gerald Gratton
Gerald Gratton (Montréal, 29 agosto 1927 – Montréal, 28 luglio 1963) è stato un sollevatore canadese che ha gareggiato nelle categorie dei pesi medi (fino a 75 kg.) e dei pesi massimi leggeri (fino a 82,5 kg.). Ha partecipato a due edizioni dei Giochi olimpici.

## Biografia
Nel 1948 Gratton partecipò alle Olimpiadi di Londra, terminando al 5º posto nella categoria dei pesi medi con 360 kg. nel totale su tre prove.
Nel 1950 vinse la medaglia d'oro ai Giochi dell'Impero Britannico di Auckland, sollevando 795 libbre nel totale.
Due anni dopo prese parte alle Olimpiadi di Helsinki 1952, terminando la competizione al 1º posto, ma la squadra statunitense, che aveva Peter George in seconda posizione, presentò un reclamo per l'ultima alzata di Gratton, quella che lo portò in prima posizione, ritenendola irregolare, e la giuria di gara accolse il reclamo, ribaltando la classifica nelle prime due posizioni, con Peter George alla medaglia d'oro con 400 kg. nel totale e Gratton alla medaglia d'argento con 390 kg.; la medaglia di bronzo andò al sudcoreano Kim Seong-jip con 382,5 kg. nel totale. Fu, questa, la prima medaglia olimpica per il Canada nel sollevamento pesi.
Nel 1954 Gratton vinse un'altra medaglia d'oro ai Giochi dell'Impero e del Commonwealth Britannico di Vancouver, questa volta nei pesi massimi leggeri, con 890 libbre nel totale. In quell'edizione dei Giochi fu il portabandiera della squadra canadese alla cerimonia di apertura.
Nel 1956 sarebbe stato uno dei favoriti per le medaglie anche alle Olimpiadi di Melbourne, a cui però non poté partecipare in quanto non riuscì a rientrare nei limiti di peso di circa 100 grammi.
La sua ultima partecipazione ad una competizione internazionale prima del ritiro dall'attività agonistica, fu ai Giochi dell'Impero e del Commonwealth Britannico del 1958 a Cardiff, dove ottenne il 5º posto nella categoria dei pesi massimi leggeri con 815 libbre nel totale.
Morì il 28 luglio 1963 in seguito a un incidente stradale.